# Condé-sur-Iton
Condé-sur-Iton is een plaats en voormalige gemeente in het Franse departement Eure (regio Normandië) en telt 755 inwoners (1999). De plaats maakt deel uit van het arrondissement Évreux. Condé-sur-Iton is op 1 januari 2016 gefuseerd met de gemeenten Damville, Gouville, Manthelon, Le Roncenay-Authenay en Le Sacq tot de gemeente Mesnils-sur-Iton. 

## Geografie
De oppervlakte van Condé-sur-Iton bedraagt 19,9 km², de bevolkingsdichtheid is 37,9 inwoners per km².
De onderstaande kaart toont de ligging van Condé-sur-Iton met de belangrijkste infrastructuur en aangrenzende gemeenten.

## Demografie
Onderstaande figuur toont het verloop van het inwonertal (bron: INSEE-tellingen).

1. ↑  "Recensement de la population 2015"; Institut national de la statistique et des études économiques; datum van uitgave: 27 december 2017.